# Michał Żurek
Michał Żurek est un joueur polonais de volley-ball né le 3 juin 1988 à Kędzierzyn-Koźle (voïvodie d'Opole). Il mesure 1,82 m et joue libero. Il est international polonais.

## Clubs
| Club            | De        | À         |
| --------------- | --------- | --------- |
| Trefl Gdańsk    | 2009-2010 | 2010-2011 |
| Effector Kielce | 2011-2012 | 2011-2012 |
| AZS Olsztyn     | 2012-2013 | 2019-2020 |
| Warta Zawiercie | 2020-2021 | 2021-2022 |

## Palmarès
- Championnat de Pologne:
  - Champion: 2015.